# Victoria (Neurenberg)

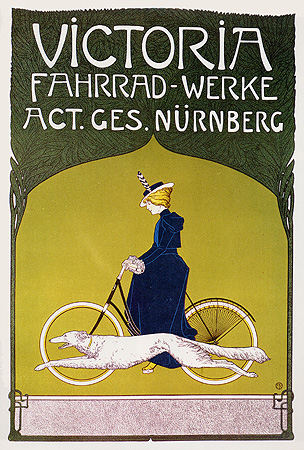
Affiche voor Victoria-fietsen uit ca. 1900

Victoria is een historisch merk van fietsen, motorfietsen, bromfietsen en inbouwmotoren.
De bedrijfsnaam was Victoria Fahrradwerke AG, voorheen Frankenburger & Ottenstein, later Victoria Werke AG en Zweirad Union AG was gevestigd in Neurenberg.
Dit merk werd in 1886 als fietsenfabriek opgericht door Max Ottenstein en Max Frankenburger, maar ging pas in 1895 Victoria heten.
In 1899 bouwde men voor het eerst een motorfiets. Aanvankelijk werden er onder andere Fafnir- en Zedel-motoren ingebouwd. In de jaren twintig werden blokken van BMW gebruikt.
Toen BMW vanaf 1923 geen blokken meer aan derden leverde, kocht Victoria BMW-constructeur Martin Stolle weg. Hij construeerde voor Victoria bij WSM in München 498 cc boxermotoren, waarvan hij later ook een 596 cc-versie bouwde.
Vanaf 1928 kwamen er modellen met Sturmey-Archer-motoren die door Horex-Columbus in licentie gebouwd waren. Tijdens de Tweede Wereldoorlog werd de fabriek nagenoeg vernield.
Na de oorlog kwam er een grote verscheidenheid van modellen, van clip-on motoren tot 500 cc paralleltwins en zelfs tweetakten van 98- tot 346 cc. De clip-on motoren waren erg goed en zelfs behoorlijk snel en waren samen met die van Rex de meest verkochte in Duitsland. Het bekendste model is waarschijnlijk de 350 cc Victoria Bergmeister uit 1953, die voorzien was van een door Richard Küchen ontworpen V-twin. In 1955 verscheen er een model met een 175 cc Parilla-viertaktmotor.
In 1957 kwam Victoria bij de Zweirad Union (samen met DKW en Express), en het merk verdween in 1966.

## Spot- en bijnamen
Victoria KR 21 Swing (1955): Das Schwebende Motorrad (naar het veersysteem waarvan de achterste swingarm tot aan de cilinder liep)
Victoria (algemeen): Vic

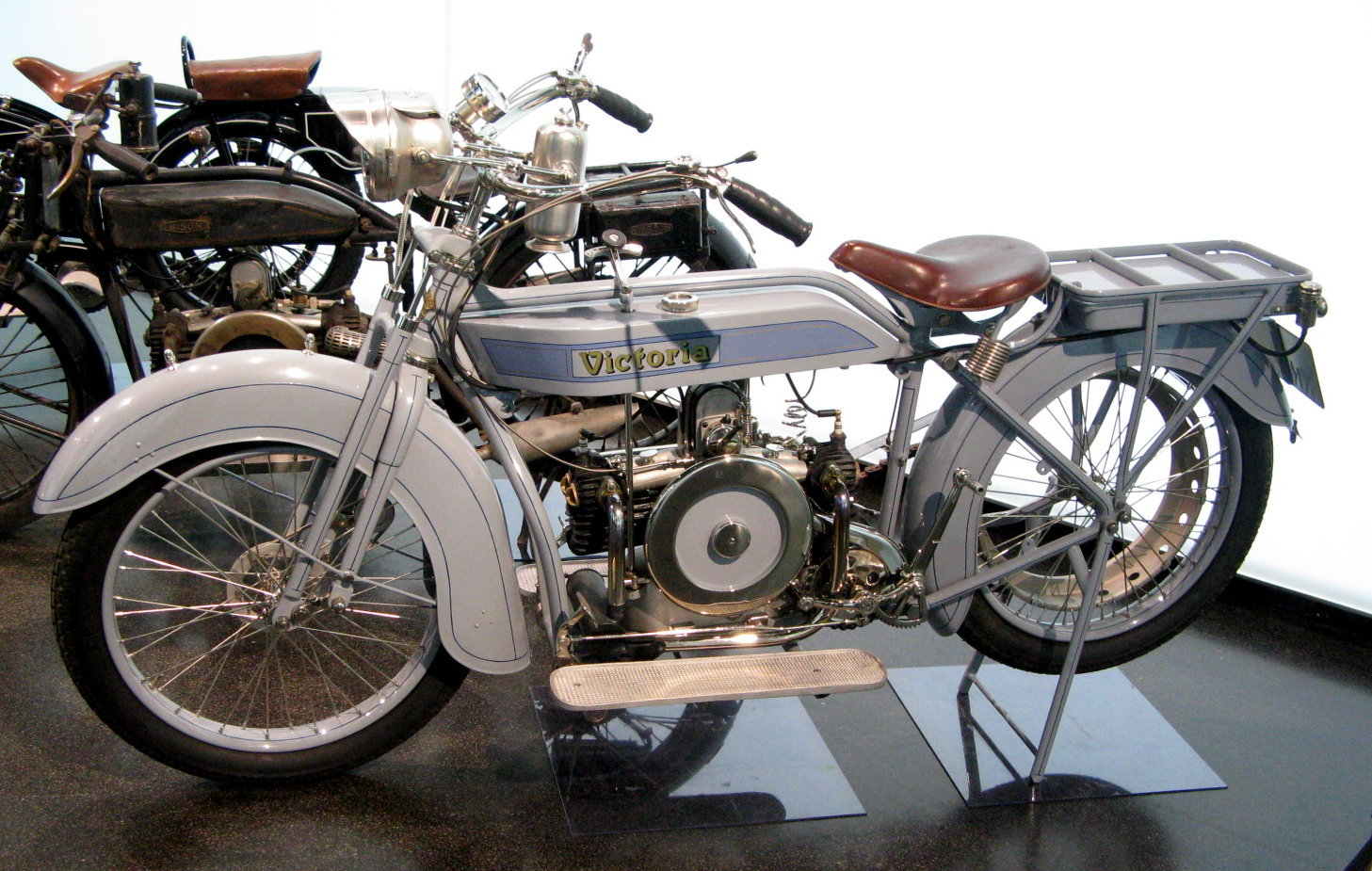
Victoria-BMW uit 1920
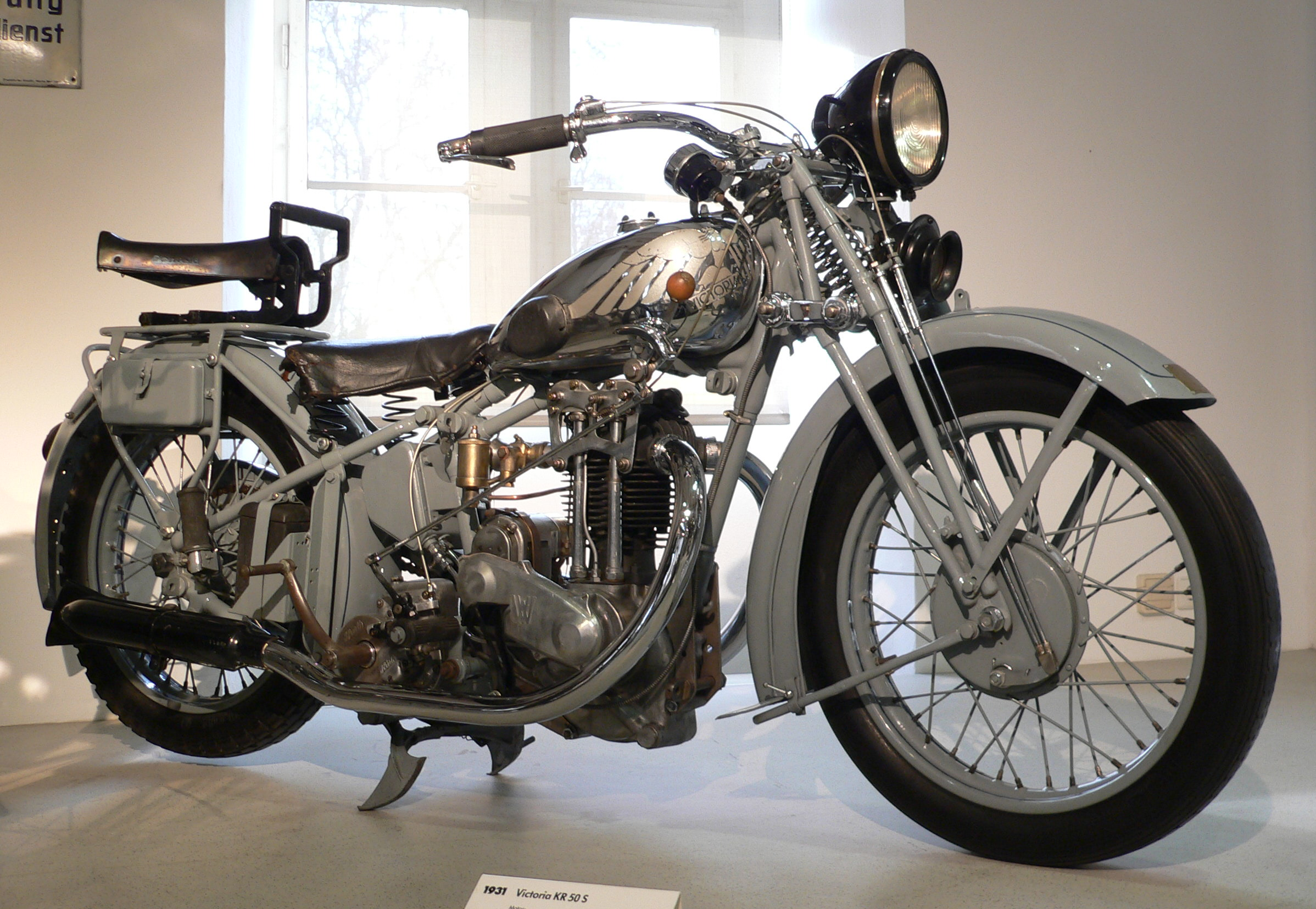
Victoria KR 50 S uit 1931
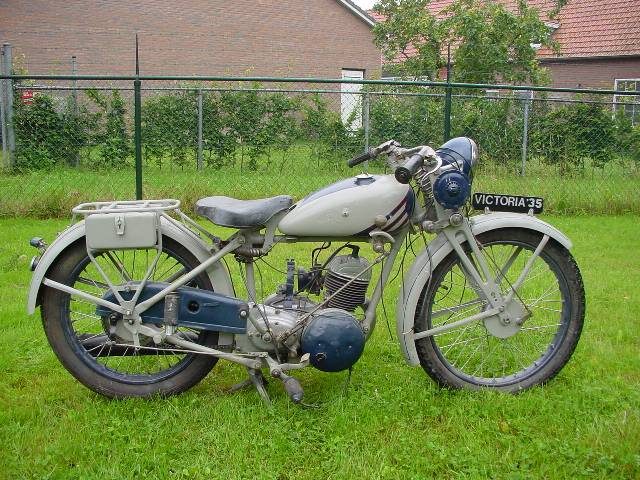
Victoria motorfiets uit 1935
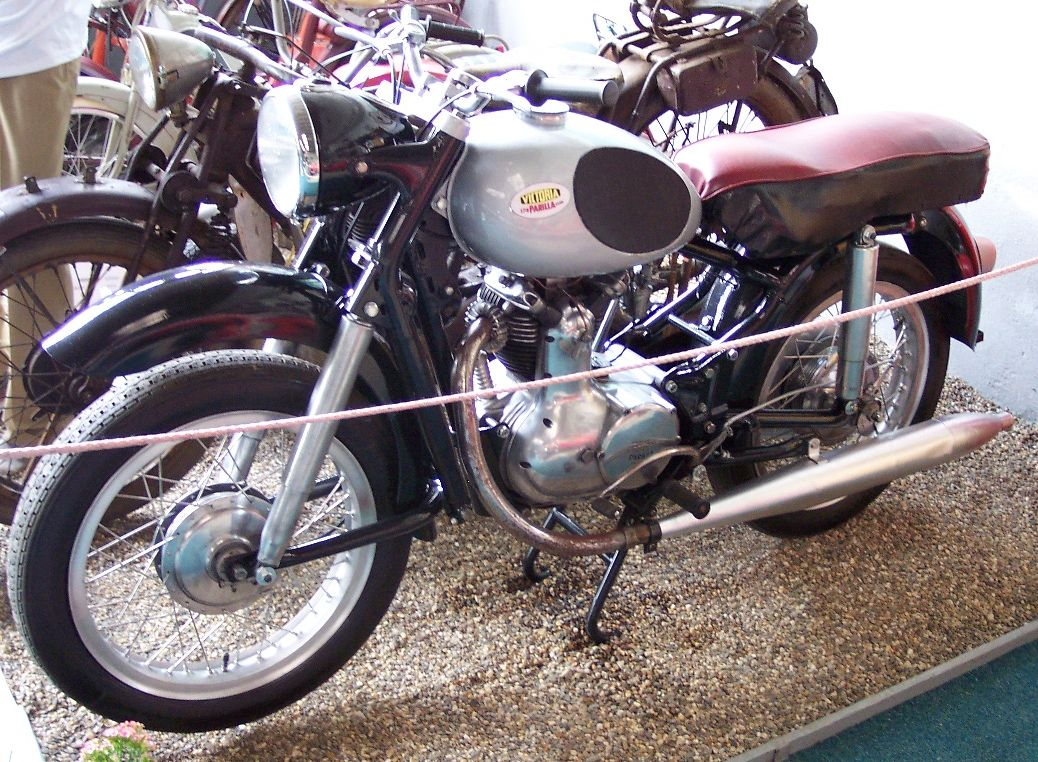
Victoria met een 175 cc Parilla-blok
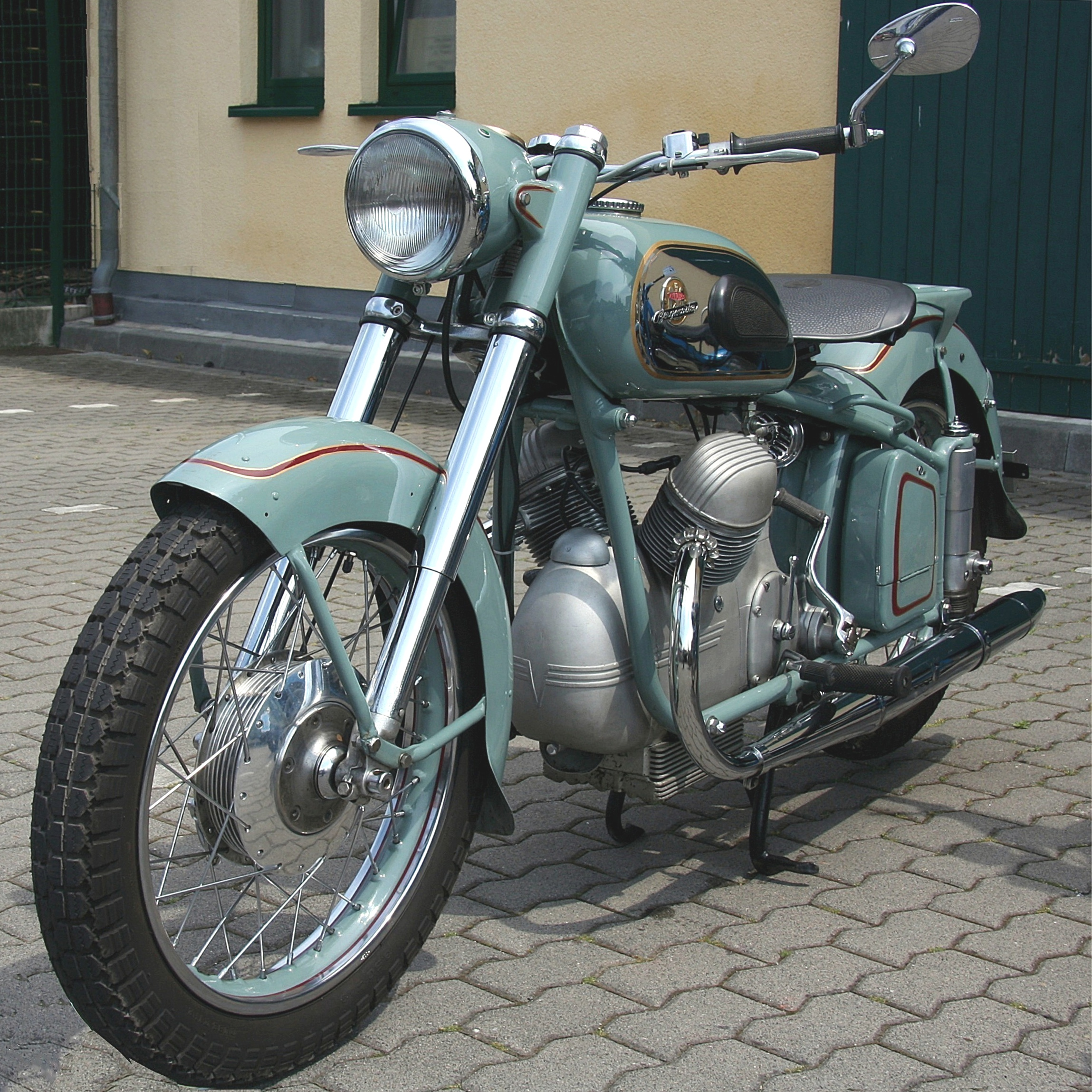
De Victoria Bergmeister (deze is uit 1954) is een echt collectorsitem geworden
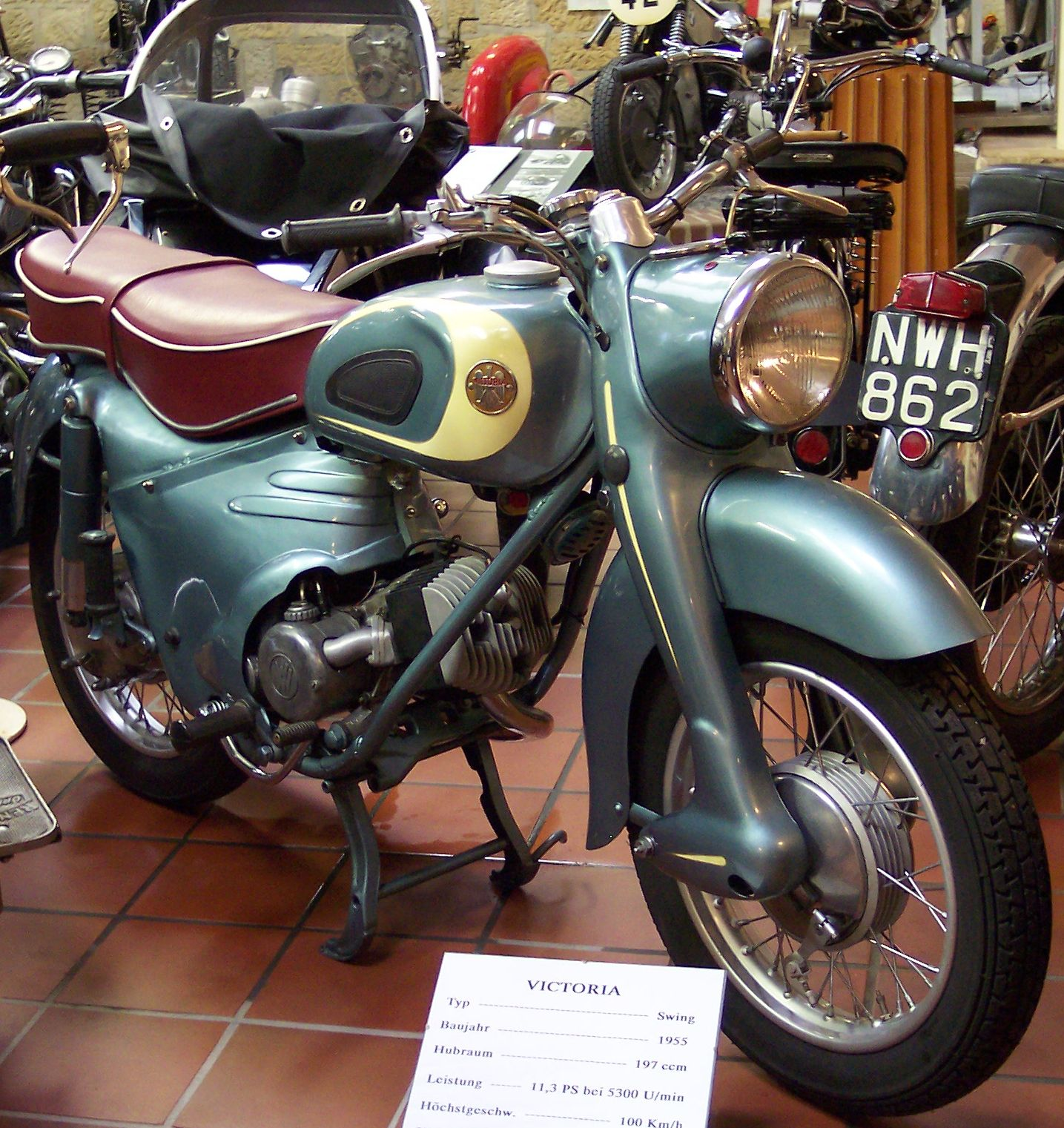
Das Schwebende Motorrad